# Greenville (Carolina del Norte)
Greenville es una ciudad ubicada en el condado de Pitt en el estado estadounidense de Carolina del Norte. Es sede del condado de Pitt. En el año 2000, la localidad tenía una población de 12.833 habitantes en una superficie de 68 km², con una densidad poblacional de 187 personas por km², ubicada sobre el río Tar. Es de importancia por sus aspectos culturales, educativos y económicos; ya que posee gran cantidad de negocios.

## Geografía
Según la Oficina del Censo, la localidad tiene un área total de 68 km² (26,3 mi²), de la cual 66,3 km² (25,6 mi²) es tierra y 1,8 km² (0,7 mi²) (2.59%) es agua.

### Localidades adyacentes
El siguiente diagrama muestra a las localidades en un radio de 20 kilómetros (12,4 mi) de Greenville.

## Demografía
En el 2000 la renta per cápita promedia del hogar era de $35.706, y el ingreso promedio para una familia era de $40.769. El ingreso per cápita para la localidad era de $17.865. En 2000 los hombres tenían un ingreso per cápita de $27.844 contra $22.163 para las mujeres. Alrededor del 14.90% de la población estaba bajo el umbral de pobreza nacional.